# زبان جکی
زبان جکی (انگلیسی: Jek language) یکی از زبان‌های قفقازی شمال شرقی است که حدود ۱۵۰۰ تا ۱۱ هزار نفر از مردم جک در روستای جک در کوهستان‌های شمال جمهوری آذربایجان به آن سخن می‌گویند.
زبان جک یک زبان نوشتاری نیست و ترکی آذری به عنوان زبان ادبی و نوشتاری جک‌ها و همچنین تمامی اقوام شاه‌داغ به کار می‌رود.